# 로스 프리먼
로스 프리먼(Ross Freeman)은 현장 프로그래머블 게이트 어레이(FPGA)의 발명가이고 자일링스의 공동 창업자이다. 회사가 성공적으로 개업한 지 몇 년 안 돼서 1989년에 45세로 사망했다.